# Station Siemianowice Śląskie Wąskotorowe
Station Siemianowice Śląskie Wąskotorowe is een spoorwegstation in de Poolse plaats Siemianowice Śląskie.